# Third Album
Third Album är ett musikalbum av The Jackson 5, utgivet 1970. Albumet var gruppens tredje.

## Låtlista
1. "I'll Be There" (Gordy/West/Davis/Hutch)
2. "Ready or Not (Here I Come)" (Bell/Hart)
3. "Oh How Happy" (Starr)
4. "Bridge Over Troubled Water" (Simon)
5. "Can I See You in the Morning?" (Richards)
6. "Goin' Back to Indiana" (The Corporation)
7. "How Funky Is Your Chicken?" (Carr/Hutch/Hutch)
8. "Mama's Pearl" (The Corporation)
9. "Reach In" (Verdi)
10. "The Love I Saw In You Was Just a Mirage" (Robinson/Tarplin)
11. "Darling Dear" (Gordy/Gordy/Story)